# Емельянов, Геннадий Васильевич
Генна́дий Васи́льевич Емелья́нов (7 июля 1940, Москва — 22 марта 2021) — советский и российский военнослужащий, специалист в области защиты информации; генерал-лейтенант; кандидат физ.-мат. наук; член-корреспондент Академии криптографии Российской Федерации.

## Биография
В 1962 году окончил механико-математический факультет МГУ им. М. В. Ломоносова.
Работал в системе КГБ, более 35 лет занимался разработкой и созданием криптографических средств защиты информации, разрабатывал и обосновывал специальные качества ряда аппаратов засекречивания, частично используемых в настоящее время. Последовательно прошёл все должностные стадии — от старшего техника до начальника Главного управления безопасности связи (ГУБС) ФАПСИ, от младшего инженера-лейтенанта до генерал-лейтенанта. Возглавлял инспекторское направление 8 ГУ КГБ СССР.
В годы перестройки участвовал в создании Комитета правительственной связи, Федерального агентства правительственной связи и информации при Президенте Российской Федерации (ФАПСИ). Возглавлял работу спецуправления ГУБС ФАПСИ, внёс существенный вклад в разработку нормативной базы деятельности спецслужбы, разрабатывал вопросы лицензирования деятельности и сертификации продукции в области защиты информации, актуальность которых сохранилась до настоящего времени.
С 1998 года — в аппарате Совета Безопасности РФ, начальник Управления информационной безопасности. Инициатор создания и один из основных разработчиков Доктрины информационной безопасности РФ. Глава межведомственной рабочей группы.
Советник директора Института проблем информационной безопасности МГУ. Председатель наблюдательного совета Межрегиональной общественной организации «Ассоциация защиты информации» (АЗИ) (президент АЗИ до 2016 г.).

## Избранные публикации
- Советский криптограф И. Я. Верченко  Архивная копия от 9 сентября 2018 на Wayback Machine // BIS Journal № 2(29)/2018. (соавт. Ларин Д.)
- Шифры трех войн. О мастере взлома кодов Б. А. Аронском Архивная копия от 11 августа 2017 на Wayback Machine // BIS Journal. — 1 июня, 2017.
- Они ковали победу: окончание // BIS Journal № 1(24)/2017. (соавт. Ларин Д.)
- Они ковали Победу. О выдающимся советском криптоаналитике С. С. Толстом Архивная копия от 11 августа 2017 на Wayback Machine  // BIS Journal № 4(23)/2016. (соавт. Ларин Д.)
- Рождение советской криптографии: окончание Архивная копия от 11 августа 2017 на Wayback Machine // BIS Journal № 3(22)/2016. (соавт. Ларин Д.)
- Рождение советской криптографии: 95 лет назад был создан Спецотдел при ВЧК Архивная копия от 11 августа 2017 на Wayback Machine // BIS Journal № 2(21)/2016. (соавт. Ларин Д.)
- Криптограф департамента полиции: Судьба И. А. Зыбина — самого талантливого специалиста царской охранки по «взлому» шифров «врагов внешних и внутренних» Архивная копия от 11 августа 2017 на Wayback Machine // BIS Journal № 4(19)/2015. (соавт. Ларин Д.)
- Беспокойный гений. К 150-летию В. И. Кривоша, одного из лучших криптоаналитиков Российской империи, жизнь которого напоминает сюжет авантюрного романа Архивная копия от 11 августа 2017 на Wayback Machine // BIS Journal № 3(18)/2015. (соавт. Ларин Д.)
- Защитники речи. О создателях отечественной техники шифрования голосовой связи Архивная копия от 11 августа 2017 на Wayback Machine Статья на сайте журнала «Информационная безопасность банков»] // BIS Journal № 2(13)/2014. (соавт. Ларин Д., Бутырский Л.)
- Франц Эпинус: дольше всех во главе отечественной криптослужбы. К 290-летию со дня рождения выдающегося российского учёного-энциклопедиста Архивная копия от 11 августа 2017 на Wayback Machine // BIS Journal № 1(12)/2014. (соавт. Ларин Д.)
- Пионеры отечественной машинной криптографии. К 70-летию присуждения Сталинской премии советским криптографам Архивная копия от 9 сентября 2018 на Wayback Machine // BIS Journal № 4(11)/2013. (соавт. Ларин Д., Бутырский Л., Голованов С.)
- Превращение криптологии в фундаментальную науку. Н. Н. Андреев: путь от инженера до президента Академии криптографии РФ // BIS Journal № 3(10)/2013. (соавт. Ларин Д., Бутырский Л.)
- Гигант радиоинженерной мысли. К 105-летию со дня рождения В. А. Котельникова — основоположника отечественной науки секретной связи Архивная копия от 13 июня 2018 на Wayback Machine // BIS Journal № 2(9)/2013. (соавт. Ларин Д., Бутырский Л.)
- На службе Родине, математике и криптографии. Жизнь и судьба В. Я. Козлова — одного из основоположников отечественной шифровальной науки Архивная копия от 9 сентября 2018 на Wayback Machine // BIS Journal № 1(8)/2013. (соавт. Ларин Д., Бутырский Л.)
- Криптография и защита информации Архивная копия от 31 августа 2017 на Wayback Machine // Информационное общество № 2/2005.